# Эффект Люцифера
«Эффект Люцифера. Почему хорошие люди превращаются в злодеев» (англ. The Lucifer Effect: Understanding How Good People Turn Evil) — книга известного американского социального психолога Филипа Зимбардо, организатора знаменитого Стэнфордского тюремного эксперимента, изданная в 2007 году. Центральное место в книге занимает соотнесение результатов эксперимента с теми событиями, которые имели место в реальных тюрьмах и вооруженных конфликтах (Руанда, Вьетнам и другие).
В своей книге автор не просто приводит причины, толкающие обычных людей на крайнюю жестокость. Одна из центральных идей произведения заключается в том, что любой человек может стать героем, способным сопротивляться злу. Кроме того в своей книге Филип Зимбардо излагает программу сопротивления негативному влиянию.
Первый русскоязычный перевод книги вышел в 2013 году.

## История создания
По словам автора, к написанию книги его подтолкнул скандал, развернувшийся вокруг иракской тюрьмы Абу-Грейб. Почти сразу после обнародования скандальных фотографий Зимбардо отметил сходство обстоятельств скандала с его собственным экспериментом тридцатилетней давности, благодаря чему оказался в команде юристов, что защищала одного из надзирателей тюрьмы Абу-Грейб, штаб-сержанта Айвена «Чип» Фредерика. Зимбардо имел доступ ко всем следственным документам и документам с ограниченным доступом, а также свидетельствовал как свидетель-эксперт на военном трибунале Фредерика, который был приговорен к восьми годам заключения. Зимбардо использовал свой опыт в деле Фредерика при написании книги.
Говоря о Стенфордском эксперименте, Зимбардо утверждает:
Мы исследовали власть группового конформизма и подчинения авторитету, которые могут возобладать и задушить личную инициативу. Пришло время обсудить результаты исследований, связанных с деиндивидуацией, дегуманизацией и пассивностью свидетелей, то есть со «злом бездействия». Этих сведений достаточно для того, чтобы заложить основу понимания, как обычные, хорошие люди, а может быть, и мы с вами, мой достойный читатель, иногда поступаем плохо по отношению к другим, а иногда так плохо, что это выходит за любые рамки нравственности или этики.
Именно с этой точки зрения автор предлагает смотреть не только на результаты эксперимента, но и на многочисленные исторические свидетельства того, как в заданных условиях обычным людям свойственно отказываться от своих представлений о морали и этике.

## Реакция и отзывы
Американским читателем книга была встречена положительно и быстро стала бестселлером. Книга также снискала одобрение в академической среде, так как многие из выводов Зимбардо подтверждались результатами проведённого десятью годами ранее экспериментa Милгрэма.
Книга получила высокие оценки экспертов программы «Всенаука». Благодаря чему попала в число научно-популярных книг, которые в рамках проекта «Дигитека» распространяются в электронном виде бесплатно для всех читателей.